# William Murrill
William Alphonso Murrill, född 13 oktober 1869 i Lynchburg, Virginia, död 25 december 1957 i Gainesville, Florida, var en amerikansk mykolog. 
Murrill var biträdande direktör för New York Botanical Garden och grundläggare av tidskriften "Mycologia" (1909), en fortsättning av den 1885 av William Ashbrook Kellerman, Job Bicknell Ellis och Benjamin Matlack Everhart stiftade "Journal of Mycology". Murrill besökte för mykologiska studier (speciellt av hattsvamparna) flera länder både i Amerika och Europa (även Sverige) och publicerade åtskilliga avhandlingar, bland vilka kan nämnas The Polyporaceæ of North America.
Auktorsnamnet Murrill kan användas för William Murrill i samband med ett vetenskapligt namn inom botaniken; se Wikipediaartiklar som länkar till auktorsnamnet.